# Soliera
Soliera (emilián nyelven Suléra) település Olaszországban, Emilia-Romagna régióban, Modena megyében. Lakosainak száma 15 453 fő (2023. január 1.). Soliera Bastiglia, Bomporto, Modena, San Prospero és Carpi községekkel határos.

## Népesség
A település lakossága az elmúlt években az alábbi módon változott:
| Lakosok száma | 15 285 | 15 296 | 15 453 |
|               | 2017   | 2018   | 2023   |